# كليمنتي روسو
كليمنتي روسو (بالإيطالية: Clemente Russo)‏ (مواليد 27 يوليو 1982) هو ملاكم إيطالي، مثّل بلاده في الألعاب الأولمبية الصيفية في دورات 2004 و2008 و2012.

## روابط خارجية
- كليمنتي روسو على موقع IMDb (الإنجليزية)
- كليمنتي روسو على موقع قاعدة بيانات الفيلم (الإنجليزية)

كليمنتي روسو على موقع بوكس ريك (الإنجليزية) (registration required)
- كليمنتي روسو على موقع اللجنة الأولمبية الدولية (الإنجليزية)
- كليمنتي روسو على موقع أوليمبيديا (الإنجليزية)
- كليمنتي روسو على موقع اللجنة الأولمبية الإيطالية (الإيطالية)